# Джоузеф Дилейни
Джоузеф Хенри Дилейни (на английски: Joseph Delaney) е английски университетски преподавател и писател, автор на произведения в жанровете научна фантастика, хорър и фентъзи. Писал е и под псевдонима Дж. К. Хедерак (J K Haderack).

## Биография и творчество
Роден е в Престън, Ланкашър, Англия на 25 юли 1945 г. Учи в Католическия колеж в Престън и след завършването му работи като помощник-инженер и техник. Завършва Университета на Ланкастър и работи като преподавател по английски език, филмови и медийни науки в продължение на двадесет години. В края на кариерата си създава и оглавява Факултета по медии и кинознание.
Започва да пише късно и първият му роман „Mercer's Whore“ е публикуван през 1997 г. под псевдоним.
През 2004 г. е издаден първият му роман „Чиракът на прогонващия духове“ от фентъзи поредицата „Хрониките Уордстоун“. Дълги години Графството се пази от злото от рицаря-магьосник Джон Грегъри. Но неговото време изтича и някой трябва да застане срещу Mайка Молкин, най-опасната вещица в Графството. От всички кандидати е останал само Томас Уорд. Книгата става бестселър и го прави известен. След втората книга от поредицата писателят напуска професията си и се посвещава на писателската си кариера.
Повечето от местата описани в книгите от поредицата са реални места в Ланкашър, а историите често са свързани с местни истории за призраци и легенди.
През 2014 г. по поредицата е екранизиран филмът „Седмият син“ с участието на Джулиан Мур, Бен Барнес и Джеф Бриджис.
Произведенията на писателя са публикувани в над 25 страни по света.
Джоузеф Дилейни живее със семейството си в Блекпул, Ланкашър. Умира на 16 август 2022 г. в Манчестър.

## Произведения

### Самостоятелни романи
- Mercer's Whore (1997) – като Дж. К. Хедерак

### Серия „Хрониките Уордстоун“ (Spook's / The Last Apprentice)
1. The Spook's Apprentice (2004) – издаден и като „Revenge of the Witch“
Чиракът на прогонващия духове, изд.: „Интенс“, София (2014), прев. Деница Райкова
2. The Spook's Curse (2005) – издаден и като „Curse of the Bane“
Седмият син: проклятието над Прогонващия духове, изд.: „Интенс“, София (2015), прев. Деница Райкова
3. The Spook's Secret (2006) – издаден и като „Night of the Soul Stealer“
Тайната на прогонващия духове, изд.: „Интенс“, София (2016), прев. Деница Райкова
4. The Spook's Battle (2007) – издаден и като „Attack of the Fiend“
5. The Spook's Mistake (2008) – издаден и като „Wrath of the Bloodeye“
6. The Spook's Sacrifice (2009) – издаден и като „Clash of the Demons“
7. The Spook's Nightmare (2010) – издаден и като „Rise of the Huntress“
8. The Spook's Destiny (2011) – издаден и като „Rage of the Fallen“
9. I Am Grimalkin (2011) – издаден и като „Grimalkin, the Witch Assassin“
10. Spook's Blood (2012) – издаден и като „Lure of the Dead“
11. Slither's Tale (2012) – издаден и като „Slither“
12. I Am Alice (2013) – издаден и като „Spook's: Alice“
13. The Spook's Revenge (2013) – издаден и като „Fury of the Seventh Son“

#### Серия „Историите на Спок“ (Spook's Stories)
1. Witches (2009) – издаден и като „A Coven of Witches“
2. The Spook's Bestiary (2010)
3. Grimalkin's Tale (2011)
4. Alice and the Brain Guzzler (2011)

#### Серия „Хрониките на Старблейд“ (Starblade Chronicles)
1. Spook's: A New Darkness (2014)
2. Spook's: The Dark Army (2016)
3. Spook's: The Dark Assassin (2017)

### Серия „Арена 13“ (Arena 13)
1. Arena 13 (2015)
Арена 13, изд.: „Интенс“, София (2016), прев. Деница Райкова
2. The Prey (2016)

### Новели
- The Ghost Prison (2013)

### Сборници
- Haunted (2011) – със Сюзън Купър, Бърли Дохърти, Джамила Гавин, Мат Хейг, Робин Джарвис, Дерек Ланди, Сам Луелин, Мал Пийт, Филип Рийв и Елинор Ъпдейл

### Екранизации
- 2014 Седмият син, Seventh Son